# Blue Jeans (bài hát của Lana Del Rey)
"Blue Jeans" là một bài hát của nữ nghệ sĩ-nhạc sĩ người Mỹ Lana Del Rey, trích từ album phòng thu thứ hai của cô Born to Die (2011). Ca khúc được phát hành như một đĩa đơn thứ ba của album vào ngày 8 tháng 4 năm 2012 bởi hãng đĩa Interscope.

## Thực hiện
Ca khúc được chính thức phát hành trong đĩa đơn "Video Games" ở mặt B, sau đó mới được phát hành như một đĩa đơn riêng biệt. EP remix của "Blue Jeans" được phối lại bởi D/R/U/G/S, Blood Orange, Kris Menace và RAC.

## Biểu diễn thực tế
Vào 14 tháng 1 năm 2012, Lana Del Rey biểu diễn ca khúc trên chương trình truyền hình Saturday Night Live. Cô còn biểu diễn ca khúc này ở Le Grand Journal tại Pháp vào 30 tháng 1 năm 2012. Vào 13 tháng 4 năm 2012, Lana biểu diễn ca khúc trong buổi nói chuyện truyền hình trực tiếp ở bên Ý, Le invasioni barbariche. Vào 28 tháng 4, ca khúc được cô biểu diễn tại chương trình The Voice UK và trên BBC One vào ngày hôm sau.

## Video âm nhạc
Video âm nhạc đầu tiên cho "Blue Jeans" được Lana đăng tải trên tài khoản Youtube của cô vào 9 tháng 9 năm 2011. Cũng giống như video cho đĩa đơn "Video Games", cô ghép những đoạn băng cũ lấy trên Internet với những cảnh cô tự quay chính mình bằng webcam với nhau để tao ra video này.
Video âm nhạc chính thức được đạo diễn bởi Yoann Lemoine, người đã từng làm đạo diễn video cho đĩa đơn trước đó "Born to Die". Bradley Soileau đóng vai người tình của Del Rey trong video này, và anh cũng chính là người đã đóng vai ấy trong video "Born to Die" . Video được quay vào đầu tháng 3 năm 2012  và được phát hành vào 19 tháng 3 năm 2012 .

## Truyền thông
"Blue Jeans" xuất hiện trong tập "It's Easy to Cry When This Much Cash Is Involved" của phim truyền hình Ringer mùa thứ nhất. Đây là lần thứ hai ca khúc của cô xuất hiện trong sêri này, trước đó là "Video Games" .

## Danh sách ca khúc
| EP Remix (1) 1. "Blue Jeans" (Remastered) 2. "Blue Jeans" (Gesaffelstein Remix) 3. "Blue Jeans" (Odd Future's the Internet Mix) 4. "Blue Jeans" (Blood Orange Remix) EP Remix (2) 1. "Blue Jeans" (Smims & Belle Remix) (hợp tác với Azealia Banks) 2. "Blue Jeans" (Gesaffelstein Remix) 3. "Blue Jeans" (RAC Mix) 4. "Blue Jeans" (Club Clique's Nothing Is Real Remix) 5. "Blue Jeans" (Kris Menace Remix) 6. "Blue Jeans" (Penguin Prison Remix) | Picture Vinyl 1. "Blue Jeans" 2. "Carmen" CD mở rộng 1. "Blue Jeans" (Radio edit) 2. "Blue Jeans" (Album version) |

## Đội ngũ sản xuất
- Hát chính – Lana Del Rey
- Sản xuất – Emile Haynie
- Viết lời – Lana Del Rey, Emile Haynie, Dan Heath

## Xếp hạng
| Bảng xếp hạng (2011/12)          | Vị trí cao nhất |
| -------------------------------- | --------------- |
| Úc (ARIA Charts)                 | 13              |
| Bỉ (Ultratip Flanders)           | 8               |
| Bỉ (Ultratip Wallonia)           | 10              |
| Brazil Billboard Hot 100 Airplay | 94              |
| Brazil Billboard Hot Pop Songs   | 60              |
| Croatia (Airplay Radio Chart)    | 51              |
| Pháp (SNEP)                      | 16              |
| Ireland (IRMA)                   | 88              |
| Thụy Sĩ (Schweizer Hitparade)    | 39              |
| Anh Quốc (OCC)                   | 32              |

## Lịch sử phát hành
| Quốc gia                            | Ngày                | Định dạng                |
| ----------------------------------- | ------------------- | ------------------------ |
| Toàn thế giới (ngoại trừ Đức và Áo) | 8 tháng 4 năm 2012  | EP Remix kĩ thuật số (1) |
| Anh                                 | 9 tháng 4 năm 2012  | 7" Vinyl                 |
| Mỹ                                  | 1 tháng 5 năm 2012  | EP Remix kĩ thuật số (2) |
| Canada                              | 1 tháng 5 năm 2012  | EP Remix kĩ thuật số (2) |
| Mỹ                                  | 21 tháng 5 năm 2012 | Đài phát thanh           |